# Jefe Seattle
Jefe Seattle (también Sealth, Seathl o See-ahth que transcriben el original en idioma lushootseed [ˈsiʔaːƛ̓]) (circa 1786 – 7 de junio de 1866) fue el líder de las tribus amerindias suquamish y duwamish en lo que ahora se conoce como el estado de Washington de los Estados Unidos. Siendo una figura prominente entre su pueblo, se convirtió al catolicismo y buscó un camino de acomodación para los colonos, teniendo una estrecha relación personal con David Swinson «Doc» Maynard. La ciudad de Seattle en el mencionado estado de Washington tomó su nombre de él.

## Vida
El jefe Seattle nació alrededor de 1786 en Blake Island, Washington, y murió el 7 de junio de 1866, en la reserva suquamish de Port Madison, Washington (al norte de Bainbridge Island y al este de Poulsbo). Su padre, Schweabe, era el líder de la tribu suquamish, y su madre fue Sholeetsa (o Wood-sho-lit-sa) de los duwamish. Su lengua materna era el lushootseed meridional. Debido a que entre los pueblos Salish la herencia no era solo patrilineal, Seattle heredó la posición de jefe de la tribu duwamish de un tío materno.
Seattle, de joven, se ganó su reputación como líder y guerrero, emboscando y derrotando a grupos de enemigos invasores que venían desde Green River en las faldas de la cadena montañosa Cascade, y atacando a los chemakum y a los s'klallam, tribus que vivían en la Península Olímpica. Como muchos guerreros indígenas contemporáneos, poseía esclavos de los capturados durante las incursiones. Era muy alto para ser un nativo de Puget Sound, ya que medía casi 1,82 m (6 pies) de altura y los comerciantes blancos de la bahía de Hudson le dieron el sobrenombre de Le Gros (El grande). También era un conocido orador, y su voz se dice que llegaba hasta media milla o más de distancia cuando se dirigía a una audiencia.
Se casó tomando dos esposas de la aldea de Tola'ltu justo al este de Duwamish Head en Elliott Bay (ahora parte del oeste de Seattle). Su primera esposa murió al dar a luz a su primera hija. Tuvo tres hijos y cuatro hijas con su segunda esposa. De ellos, la más famosa fue la primogénita, la princesa Angeline. Tras la muerte de uno de sus hijos, se refugió y bautizó en la iglesia católica, probablemente en 1848, cerca de Olympia, Washington a donde llegó con su gente tras ser expulsados de sus zonas tradicionales de pesca de almejas. Toda su prole también fue bautizada y creció con fe, y su conversión marcó su aparición como un líder que buscaba la cooperación con los nuevos colonos estadounidenses al trabar amistad con Doc Maynard, que le apoyó y buscó relaciones pacíficas con las tribus.

## Legado y reputación

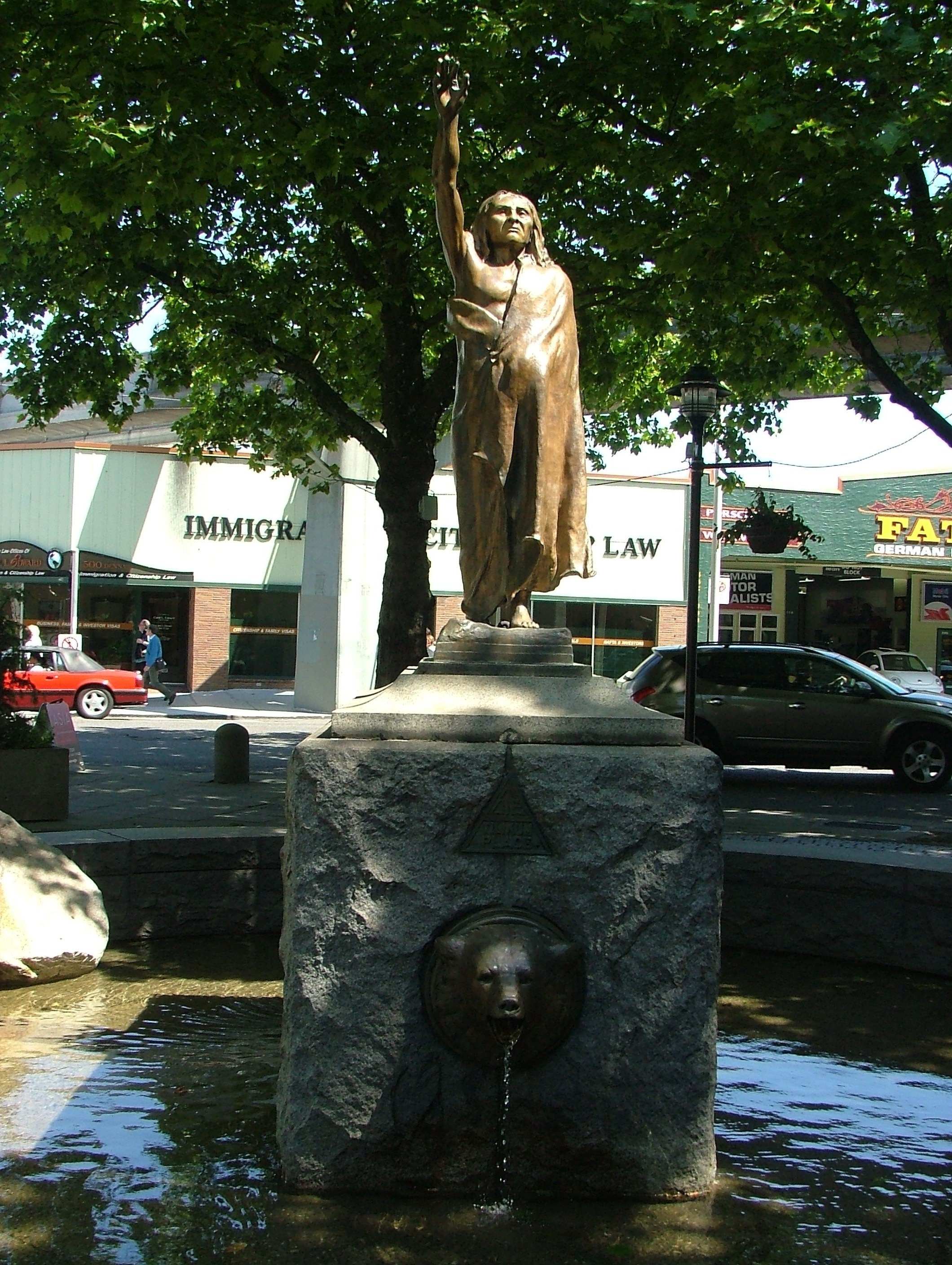
Estatua del jefe Seattle de 1908 por James When en Tilikum Place, Seattle, Washington. La estatua está incluida en el registro nacional de lugares históricos.

En una publicación trimestral india, valorando el legado del jefe Seattle, Phillip Howell, líder de los klallam, se dice que pensaba de él que era «un indio de corte inferior, una broma entre los nativos» y, lo que es peor, «un cobarde y un traidor» por haber llevado a cabo las negociaciones del tratado y cedido las tierras indias al hombre blanco. Un punto de vista diferente es citado por Peg Deam, una especialista en desarrollo cultural del Concilio Tribal Suquamish. Ella fue citada diciendo que el jefe Seattle «fue puesto en una posición donde tuvo que hacer elecciones muy difíciles y en última instancia dañinas. Se rompieron muchos corazones porque el estilo de vida de los suyos fue cambiado completamente. Los colonos hicieron que los nativos se movieran a pequeños trozos de tierra, separados los unos de otros. Pero como líder y con lo que pudo prever en su momento, creo que hizo la elección adecuada».
Murray Morgan subraya en Skid Road que el jefe del área de Puget Sound era meramente «un hombre rico con cierta elocuencia, un hombre cuyas opiniones llevaban más peso que las de los compatriotas de su tribu», más que un líder hereditario. También señala que el jefe Seattle fue excepcional porque dejó su huella como guerrero, pero ante todo fue un servidor para la paz.

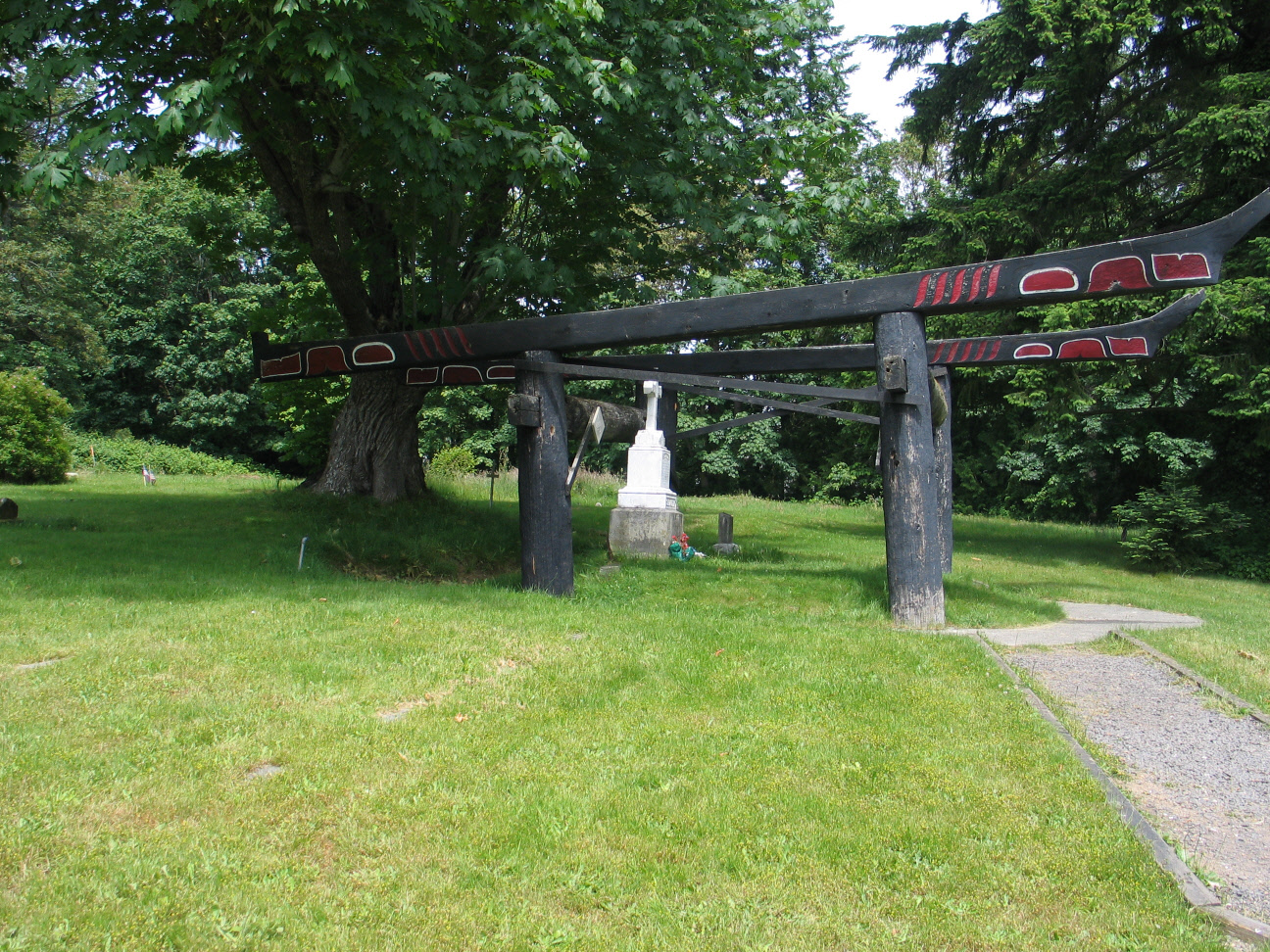
La tumba del jefe Seattle en la reserva india de Port Madison en Suquamish, Washington

En la tumba del jefe Seattle se puede leer: «Seattle, jefe de los suquamps y tribus aliadas, murió el 7 de junio de 1866. Firme amigo de los blancos, y por él la ciudad de Seattle fue nombrada por sus fundadores». En el reverso: «Nombre bautismal: Noah Seath, de probablemente 80 años de edad».

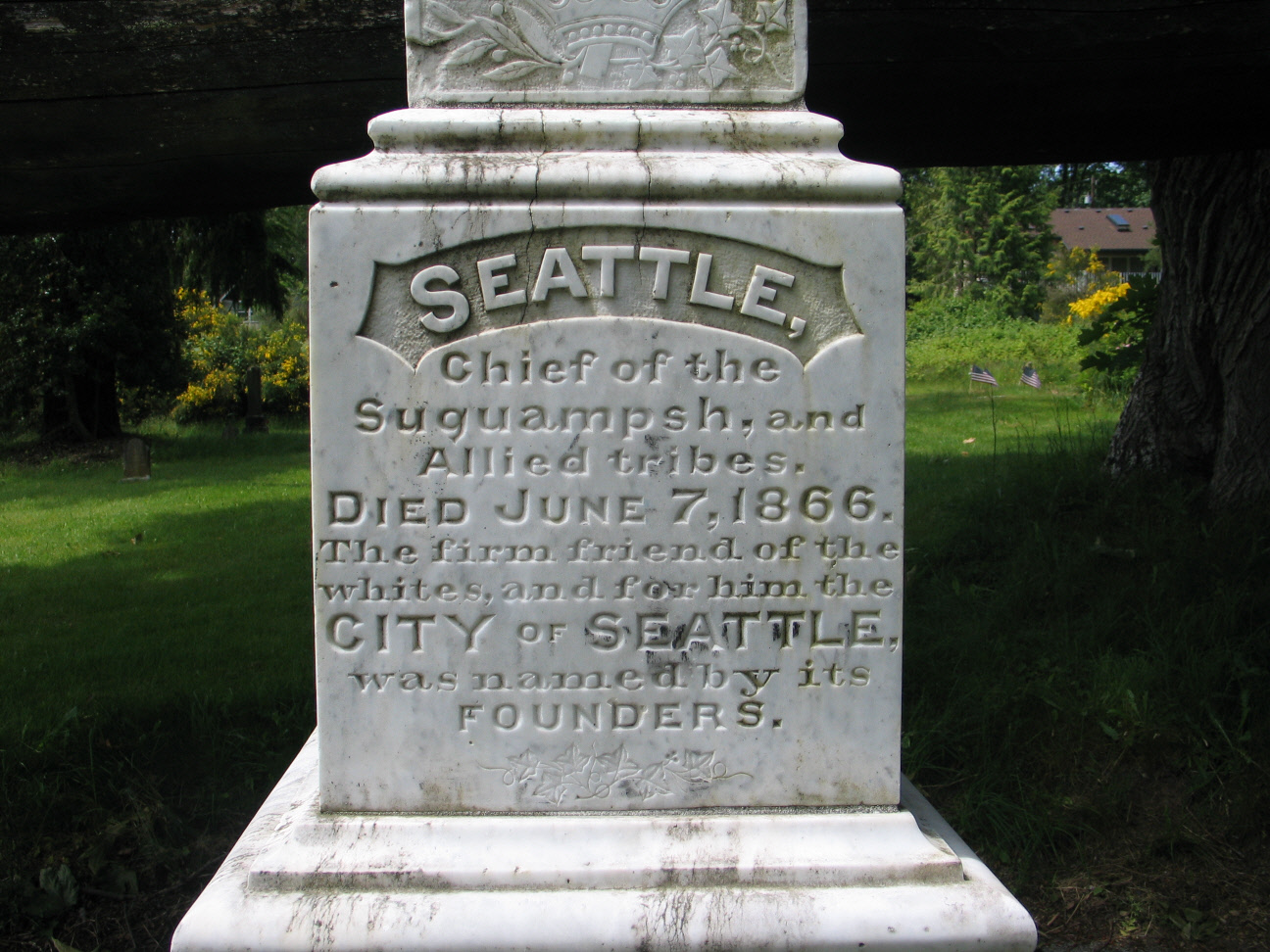
Detalle de la lápida del jefe Seattle's en Suquamish, Washington.

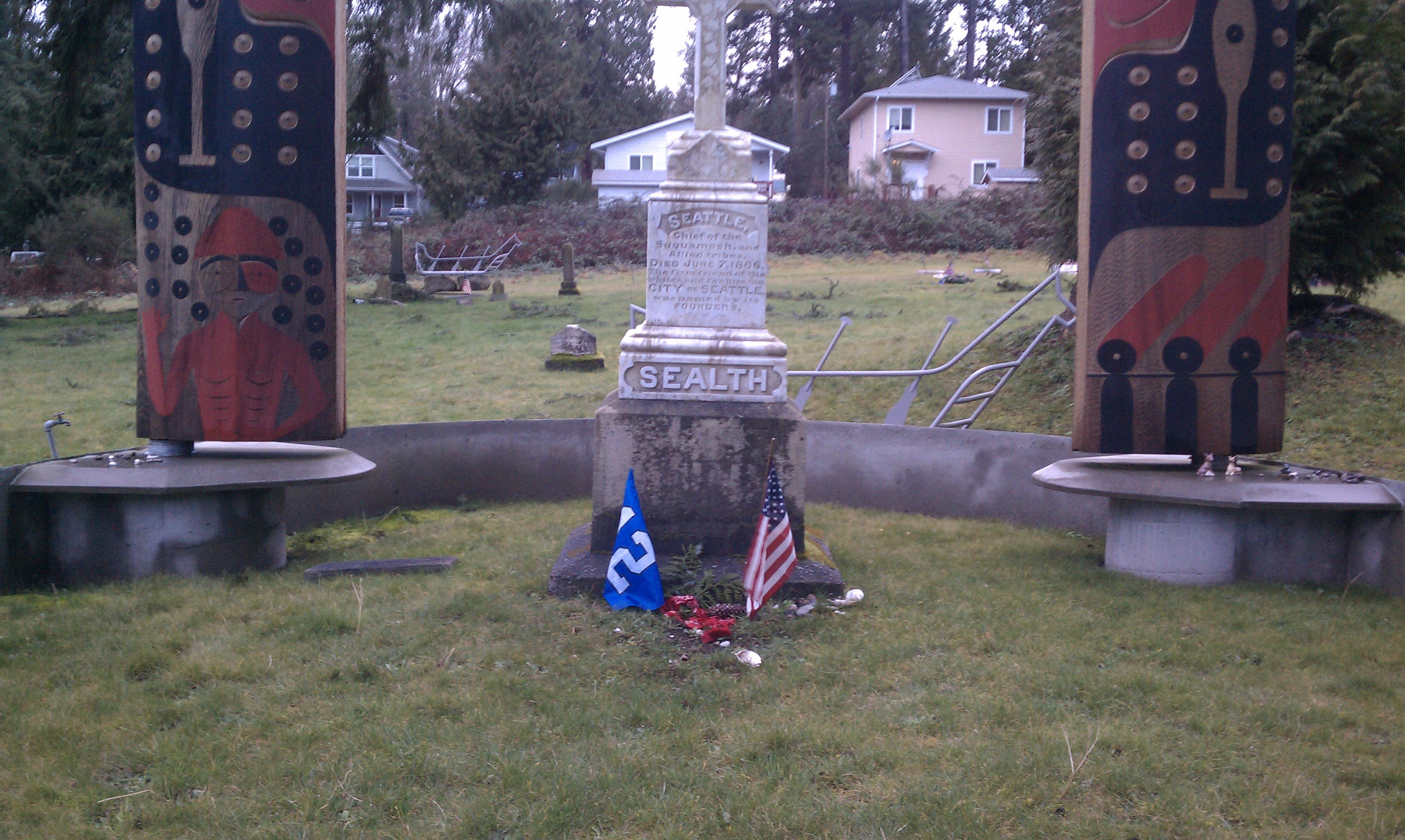
Tumba del jefe Seattle tras una remodelación.

(El registro sacramental de aquellos que seguramente bautizaron a Seattle, en la misión de María Inmaculada de St. Joseph Newmarket, cerca de Olympia, indica su nombre como Noe Siattle).
De acuerdo con su Calendario de Santos, la Iglesia Luterana celebra cada 7 de junio una jornada dedicada al Jefe Seattle.

## Respuesta del Jefe Seattle
- Wikisource contiene obras originales de o sobre la respuesta del Jefe Seattle.

El jefe Seattle dio un discurso en enero de 1854, el cual fue mencionado por el Dr. Henry A. Smith en el Seattle Sunday Star en 1887. Es comúnmente conocida como Respuesta del Jefe Seattle debido a que era un discurso que contestaba al gobernador territorial Isaac I. Stevens. Aunque no hay duda de que el jefe Seattle dio la charla, se pone en duda la exactitud del relato de Smith. Y aún más lo son los posteriores relatos que derivan del de Smith.
Pese a que se sabe que Smith acudió a escuchar la alocución, este no hablaba el idioma lushootseed del jefe Seattle, y hay cierta incertidumbre acerca de qué cantidad fue acaso traducido, incluso al chinukano, en ese momento. Según la National Archives and Records Administration (Administración Nacional de Archivos y Registros), «La ausencia de toda evidencia contemporánea... crea dudas acerca de la precisión de la capacidad de reproducción del Dr. Smith en 1887, unos treinta y dos años después del presunto episodio. Por ello es imposible... ni confirmar ni desmentir la validez de este... mensaje». Ciertamente, la retórica que engalana la versión de Smith es suya y no del jefe Seattle. Muchos de los conceptos y las palabras presentes en la versión de Smith serían difíciles de expresar en chinukano, y parece claro que la interpretación de Smith posiblemente captura el estilo de Seattle, más que sus contenidos específicos. Aunque el contenido del discurso está en duda, testigos contemporáneos están de acuerdo en que tuvo aproximadamente media hora de duración, y que, durante todo el tiempo, el jefe Seattle, un hombre alto, tenía una mano en la pequeñísima cabeza del gobernador Stevens.
William Arrowsmith editó una segunda versión del discurso en lenguaje contemporáneo en los años 1960. La charla volvió a ser famosa otra vez cuando una tercera versión comenzó a circular por la década de 1980. Joseph Campbell, con Bill Moyers (1988, pp. 32-34) citó el discurso del jefe Seattle. La versión más reciente guarda poco parecido a la antigua. Es fruto del trabajo de Ted Perry, guionista de la película Home (1972) sobre ecología. Esta versión trata al jefe Seattle como un visionario ecologista anticipado a su tiempo, hablando sobre el conocimiento de su gente en el funcionamiento de la naturaleza. Esto condujo a que se convirtiese en un modelo a seguir del movimiento ecologista (justificadamente o no). También existe una interpretación acortada de la tercera versión.
Según el escritor español Miguel-Anxo Murado en su libro La invención del pasado (Debate, 2013) la carta del jefe indio Seattle al presidente de Estados Unidos fue escrita por un ecologista texano en 1971, aunque parece que, como se ha visto anteriormente, ya existía un texto de la carta anterior a esta fecha. Para tal afirmación el escritor se basa en la obra de D. Lowenthal, The Heritage Crusade and The spoil of History (Cambridge, 1998). Probablemente el «ecologista tejano» al que se refiere Murano sea el ya mencionado guionista llamado Ted Perry, al cual se le pidió una nueva versión de la existente carta con vistas a la publicación de una obra literaria.

### Texto de la carta
El presidente de los Estados Unidos, Franklin Pierce, envía en 1854 una oferta al jefe Seattle, de la tribu suwamish, para comprarle los territorios del noroeste de los Estados Unidos que hoy forman el Estado de Washington. A cambio, promete crear una reserva para el pueblo indígena. El jefe Seattle supuestamente responde en 1855:

El Gran Jefe Blanco de Washington ha ordenado hacernos saber que nos quiere comprar las tierras. El Gran Jefe Blanco nos ha enviado también palabras de amistad y de buena voluntad. Mucho apreciamos esta gentileza, porque sabemos que poca falta le hace nuestra amistad. Vamos a considerar su oferta pues sabemos que, de no hacerlo, el hombre blanco podrá venir con sus armas de fuego a tomar nuestras tierras. El Gran Jefe Blanco de Washington podrá confiar en la palabra del jefe Seattle con la misma certeza que espera el retorno de las estaciones. Como las estrellas inmutables son mis palabras.

¿Cómo se puede comprar o vender el cielo o el calor de la tierra? Esa es para nosotros una idea extraña.
Si nadie puede poseer la frescura del viento ni el fulgor del agua, ¿cómo es posible que usted se proponga comprarlos?
Cada pedazo de esta tierra es sagrado para mi pueblo. Cada rama brillante de un pino, cada puñado de arena de las playas, la penumbra de la densa selva, cada rayo de luz y el zumbar de los insectos son sagrados en la memoria y vida de mi pueblo. La savia que recorre el cuerpo de los árboles lleva consigo la historia del piel roja.
Los muertos del hombre blanco olvidan su tierra de origen cuando van a caminar entre las estrellas. Nuestros muertos jamás se olvidan de esta bella tierra, pues ella es la madre del hombre piel roja. Somos parte de la tierra y ella es parte de nosotros. Las flores perfumadas son nuestras hermanas; el ciervo, el caballo, la gran águila, son nuestros hermanos. Los picos rocosos, los surcos húmedos de las campiñas, el calor del cuerpo del potro y el hombre, todos pertenecen a la misma familia.
Por esto, cuando el Gran Jefe Blanco en Washington manda decir que desea comprar nuestra tierra, pide mucho de nosotros. El Gran Jefe Blanco dice que nos reservará un lugar donde podamos vivir satisfechos. Él será nuestro padre y nosotros seremos sus hijos. Por lo tanto, nosotros vamos a considerar su oferta de comprar nuestra tierra. Pero eso no será fácil. Esta tierra es sagrada para nosotros. Esta agua brillante que se escurre por los riachuelos y corre por los ríos no es apenas agua, sino la sangre de nuestros antepasados. Si les vendemos la tierra, ustedes deberán recordar que ella es sagrada, y deberán enseñar a sus niños que ella es sagrada y que cada reflejo sobre las aguas limpias de los lagos hablan de acontecimientos y recuerdos de la vida de mi pueblo. El murmullo de los ríos es la voz de mis antepasados.
Los ríos son nuestros hermanos, sacian nuestra sed. Los ríos cargan nuestras canoas y alimentan a nuestros niños. Si les vendemos nuestras tierras, ustedes deben recordar y enseñar a sus hijos que los ríos son nuestros hermanos, y los suyos también. Por lo tanto, ustedes deberán dar a los ríos la bondad que le dedicarían a cualquier hermano.
Sabemos que el hombre blanco no comprende nuestras costumbres. Para él una porción de tierra tiene el mismo significado que cualquier otra, pues es un forastero que llega en la noche y extrae de la tierra aquello que necesita. La tierra no es su hermana sino su enemiga, y cuando ya la conquistó, prosigue su camino. Deja atrás las tumbas de sus antepasados y no se preocupa. Roba de la tierra aquello que sería de sus hijos y no le importa.
La sepultura de su padre y los derechos de sus hijos son olvidados. Trata a su madre, a la tierra, a su hermano y al cielo como cosas que puedan ser compradas, saqueadas, vendidas como carneros o adornos coloridos. Su apetito devorará la tierra, dejando atrás solamente un desierto.
Yo no entiendo, nuestras costumbres son diferentes de las suyas. Tal vez sea porque soy un  salvaje y no comprendo.
No hay un lugar quieto en las ciudades del hombre blanco. Ningún lugar donde se pueda oír el florecer de las hojas en la primavera o el batir las alas de un insecto. Mas tal vez sea porque soy un hombre salvaje y no comprendo. El ruido parece solamente insultar los oídos.
¿Qué resta de la vida si un hombre no puede oír el llorar solitario de un ave o el croar nocturno de las ranas alrededor de un lago?. Yo soy un hombre piel roja y no comprendo. El indio prefiere el suave murmullo del viento encrespando la superficie del lago, y el propio viento, limpio por una lluvia diurna o perfumado por los pinos.
El aire es de mucho valor para el hombre piel roja, pues todas las cosas comparten el mismo aire —el animal, el árbol, el hombre— todos comparten el mismo soplo. Parece que el hombre blanco no siente el aire que respira. Como una persona agonizante, es insensible al mal olor. Pero si vendemos nuestra tierra al hombre blanco, él debe recordar que el aire es valioso para nosotros, que el aire comparte su espíritu con la vida que mantiene. El viento que dio a nuestros abuelos su primer respiro, también recibió su último suspiro. Si les vendemos nuestra tierra, ustedes deben mantenerla intacta y sagrada, como un lugar donde hasta el mismo hombre blanco pueda saborear el viento azucarado por las flores de los prados.
Por lo tanto, vamos a meditar sobre la oferta de comprar nuestra tierra. Si decidimos aceptar, impondré una condición: el hombre blanco debe tratar a los animales de esta tierra como a sus hermanos.
Soy un hombre salvaje y no comprendo ninguna otra forma de actuar. Vi un millar de búfalos pudriéndose en la planicie, abandonados por el hombre blanco que los abatió desde un tren al pasar. Yo soy un hombre salvaje y no comprendo cómo es que el caballo humeante de hierro puede ser más importante que el búfalo, que nosotros sacrificamos solamente para sobrevivir.
¿Qué es el hombre sin los animales? Si todos los animales se fuesen, el hombre moriría de una gran soledad de espíritu, pues lo que ocurra con los animales en breve ocurrirá a los hombres. Hay una unión en todo.
Ustedes deben enseñar a sus niños que el suelo bajo sus pies es la ceniza de sus abuelos. Para que respeten la tierra, digan a sus hijos que ella fue enriquecida con las vidas de nuestro pueblo. Enseñen a sus niños lo que enseñamos a los nuestros, que la tierra es nuestra madre. Todo lo que le ocurra a la tierra, le ocurrirá a los hijos de la tierra. Si los hombres escupen en el suelo, están escupiendo en sí mismos.
Esto es lo que sabemos: la tierra no pertenece al hombre; es el hombre el que pertenece a la tierra. Esto es lo que sabemos: todas la cosas están relacionadas como la sangre que une una familia. Hay una unión en todo.
Lo que ocurra con la tierra recaerá sobre los hijos de la tierra. El hombre no tejió el tejido de la vida; él es simplemente uno de sus hilos. Todo lo que hiciere al tejido, lo hará a sí mismo.
Incluso el hombre blanco, cuyo Dios camina y habla como él, de amigo a amigo, no puede estar exento del destino común. Es posible que seamos hermanos, a pesar de todo. Veremos. De una cosa estamos seguros que el hombre blanco llegará a descubrir algún día: nuestro Dios es el mismo Dios.
Ustedes podrán pensar que lo poseen, como desean poseer nuestra tierra; pero no es posible, Él es el Dios del hombre, y su compasión es igual para el hombre piel roja como para el hombre piel blanca.
La tierra es preciosa, y despreciarla es despreciar a su creador. Los blancos también pasarán; tal vez más rápido que todas las otras tribus. Contaminen sus camas y una noche serán sofocados por sus propios desechos.
Cuando nos despojen de esta tierra, ustedes brillarán intensamente iluminados por la fuerza del Dios que los trajo a estas tierras y por alguna razón especial les dio el dominio sobre la tierra y sobre el hombre piel roja.
Este destino es un misterio para nosotros, pues no comprendemos el que los búfalos sean exterminados, los caballos bravíos sean todos domados, los rincones secretos del bosque denso sean impregnados del olor de muchos hombres y la visión de las montañas obstruida por hilos de hablar.
¿Qué ha sucedido con el bosque espeso? Desapareció.
¿Qué ha sucedido con el águila? Desapareció.

La vida ha terminado. Ahora empieza la supervivencia.